# Odd Grenland Ballklubb 2009
Questa voce raccoglie le informazioni riguardanti l'Odd Grenland Ballklubb nelle competizioni ufficiali della stagione 2009.

## Rosa
| N. |                     | Ruolo | Calciatore              |
| -- | ------------------- | ----- | ----------------------- |
| 1  | Islanda (bandiera)  | P     | Árni Gautur Arason      |
| 2  | Norvegia (bandiera) | D     | Emil Jonassen           |
| 2  | Norvegia (bandiera) | D     | Håvard Storbæk          |
| 3  | Norvegia (bandiera) | D     | Anders Rambekk          |
| 4  | Norvegia (bandiera) | D     | Morten Fevang           |
| 5  | Norvegia (bandiera) | D     | Torjus Hansén           |
| 6  | Norvegia (bandiera) | C     | Simen Brenne            |
| 7  | Norvegia (bandiera) | C     | Tommy Svindal Larsen    |
| 8  | Norvegia (bandiera) | A     | Alex Valencia           |
| 9  | Ungheria (bandiera) | A     | Péter Kovács            |
| 10 | Norvegia (bandiera) | C     | Magnus Lekven           |
| 11 | Norvegia (bandiera) | C     | Morten Sundli           |
| 14 | Norvegia (bandiera) | D     | Fredrik Semb Berge      |
| 15 | Norvegia (bandiera) | D     | Stian Parkstad Johansen |

| N. |                      | Ruolo | Calciatore             |
| -- | -------------------- | ----- | ---------------------- |
| 16 | Norvegia (bandiera)  | D     | Sven Fredrik Stray     |
| 17 | Danimarca (bandiera) | C     | Jacob Sørensen         |
| 20 | Brasile (bandiera)   | D     | Marcelo                |
| 20 | Norvegia (bandiera)  | C     | John Anders Bjørkøy    |
| 21 | Norvegia (bandiera)  | D     | Steffen Hagen          |
| 22 | Norvegia (bandiera)  | A     | Torgeir Børven         |
| 23 | Norvegia (bandiera)  | A     | Fredrik Gulsvik        |
| 24 | Norvegia (bandiera)  | P     | Simen Walmann          |
| 25 | Norvegia (bandiera)  | A     | Marius Lundeberg Enger |
| 26 | Nigeria (bandiera)   | A     | Bentley                |
| 28 | Norvegia (bandiera)  | P     | Dag Ole Thomassen      |
| 33 | Norvegia (bandiera)  | C     | Kenneth Dokken         |
| 36 | Danimarca (bandiera) | D     | Søren Jensen           |

## Risultati

### Campionato

#### Girone di andata
| Arbitro: | Olsen (Kristiansand) |

|                               |           |  |
| Niang 4’, 18’ Soma 21’ (rig.) | Marcatori |  |

| Arbitro: | Edvartsen (Hamar) |

|                         |           |  |
| Bentley 19’ Storbæk 21’ | Marcatori |  |

| Arbitro: | Moen (Haugesund) |

|                               |           |                            |
| Nannskog 52’ (rig.), 63’, 86’ | Marcatori | 20’, 31’ Kovács 59’ Brenne |

| Arbitro: | Øvrebø (Oslo) |

|                                                         |           |                    |
| Rambekk 24’ Kovács 45’ Brenne 71’ Lindegaard 80’ (aut.) | Marcatori | 5’ Skiri 15’ Aarøy |

| Arbitro: | Hauge (Bergen) |

|           |           |            |
| Prica 80’ | Marcatori | 70’ Kovács |

| Arbitro: | Hagen (Grue) |

|                  |           |                                  |
| Bentley 48’, 74’ | Marcatori | 12’ Moh. Abdellaoue 81’ Sæternes |

| Arbitro: | Skjerven (Kaupanger) |

|              |           |              |
| Lindpere 51’ | Marcatori | 60’ Sørensen |

| Arbitro: | Sandmoen |

|                                   |           |              |
| Brenne 10’ Bentley 13’ Kovács 17’ | Marcatori | 7’ Huseklepp |

| Arbitro: | Sandmoen |

|             |           |             |
| Sundgot 65’ | Marcatori | 86’ Bentley |

| Arbitro: | Edvartsen (Hamar) |

|                |           |           |
| Stokkelien 84’ | Marcatori | 7’ Dokken |

| Arbitro: | Olsen (Kristiansand) |

|                        |           |  |
| Kovács 70’ Gulsvik 83’ | Marcatori |  |

| Arbitro: | Hafsås |

|                            |           |                  |
| M. Diouf 21’ Skjølsvik 36’ | Marcatori | 30’ (aut.) Steen |

| Arbitro: | Moen (Haugesund) |

|                                               |           |  |
| Lekven 15’ Storbæk 32’ Fevang 51’, 68’ (rig.) | Marcatori |  |

| Arbitro: | Olsen (Kristiansand) |

|                |           |                     |
| Guastavino 13’ | Marcatori | 90’ (aut.) Simonsen |

| Arbitro: | Hagen (Grue) |

|                         |           |              |
| Brenne 20’ Sørensen 64’ | Marcatori | 31’ Storflor |

#### Girone di ritorno
| Arbitro: | Sælen (Bergen) |

|                       |           |               |
| Brenne 11’ Kovács 83’ | Marcatori | 37’, 59’ Ijeh |

| Arbitro: | Øvrebø (Oslo) |

|             |           |                                     |
| Røyrane 28’ | Marcatori | 68’ (aut.) Raščić 90’ (rig.) Fevang |

| Arbitro: | Staberg |

|            |           |                            |
| Brenne 45’ | Marcatori | 66’ Freeman 74’ Stokkelien |

| Arbitro: | Hauge (Bergen) |

|  |           |                            |
|  | Marcatori | 26’ Brenne 66’, 87’ Kovács |

| Arbitro: | Skjerven (Kaupanger) |

|             |           |            |
| Bentley 80’ | Marcatori | 60’ Strand |

| Arbitro: | Skjerven (Kaupanger) |

|            |           |                         |
| Fløtre 90’ | Marcatori | 15’ Brenne 85’ Sørensen |

| Arbitro: | Helgerud (Lier) |

|            |           |  |
| Kovács 42’ | Marcatori |  |

| Arbitro: | Øvrebø (Oslo) |

|                                        |           |                   |
| Pedersen 32’ Riddez 44’ Nordkvelle 51’ | Marcatori | 54’ (rig.) Fevang |

| Arbitro: | Sælen (Bergen) |

|                              |           |                                                |
| Kovács 31’ Fevang 75’ (rig.) | Marcatori | 14’ (aut.) Hansén 40’ Kippe 73’ (rig.) Sundgot |

| Arbitro: | Johnsen |

|            |           |                            |
| Kovács 85’ | Marcatori | 25’ Andersson 88’ Berglund |

| Arbitro: | Skjerven (Kaupanger) |

|                                       |           |                        |
| Huseklepp 19’, 49’, 53’ Sævarsson 90’ | Marcatori | 78’ Børven 86’ Gulsvik |

| Arbitro: | Staberg |

|                               |           |              |
| Gulsvik 15’ (rig.) Kovács 21’ | Marcatori | 89’ Rindarøy |

| Arbitro: | Johnsen |

|                                     |           |  |
| Andersson 23’ Éverton 30’ Askar 55’ | Marcatori |  |

| Arbitro: | Helgerud (Lier) |

|                                      |           |           |
| Brenne 35’ Hagen 63’ Kovács 64’, 90’ | Marcatori | 59’ Angan |

| Arbitro: | Hagen (Grue) |

|            |           |            |
| Hamoud 69’ | Marcatori | 59’ Kovács |

### Coppa di Norvegia
| Øvre Eiker 13 maggio 2009, ore 18:00 CEST Primo turno                         | Vestfossen | 0 – 4 referto                               | Odd Grenland | Strandajordet Gress |
| \| \| \| \| \| \| Marcatori \| 1’ Sundli 12’ Marcelo 35’ Kovács 90’ Børven \| |            |                                             |              |                     |
|                                                                               |            |                                             |              |                     |
|                                                                               | Marcatori  | 1’ Sundli 12’ Marcelo 35’ Kovács 90’ Børven |              |                     |

| Arbitro: | Hansen |

|              |           |                         |
| Nordheim 33’ | Marcatori | 12’ Bentley 90’ Rambekk |

| Notodden 17 giugno 2009, ore 18:00 CEST Terzo turno | Notodden  | 0 – 2 referto   | Odd Grenland | Idrettsparken |
| \| \| \| \| \| \| Marcatori \| 85’, 89’ Kovács \|   |           |                 |              |               |
|                                                     |           |                 |              |               |
|                                                     | Marcatori | 85’, 89’ Kovács |              |               |

| Arbitro: | Helgerud (Lier) |

|                                  |           |             |
| Fevang 7’ Dokken 57’ Gulsvik 87’ | Marcatori | 76’ Piiroja |

| Arbitro: | Sandmoen |

|                                                  |           |           |
| Bentley 15’ Kovács 33’, 82’ Lekven 55’ Berge 90’ | Marcatori | 73’ Solli |

| Ålesund 24 settembre 2009, ore 19:00 CEST Semifinale | Aalesund  | 1 – 0 referto | Odd Grenland | Color Line Stadion (10.236 spett.) |
| \| \| \| \| \| Aarøy 60’ \| Marcatori \| \|          |           |               |              |                                    |
|                                                      |           |               |              |                                    |
| Aarøy 60’                                            | Marcatori |               |              |                                    |